# بوب شيرمان
بوب شيرمان (بالإنجليزية: Bob Sherman)‏ هو كاتب وكاتب سيناريو ومؤلف وممثل أمريكي، ولد في 16 نوفمبر 1940 في الولايات المتحدة، وتوفي في 30 أغسطس 2004 في المملكة المتحدة.

## أعمال

### أفلام
- (1974) غاتسبي العظيم
- (1977) الجاسوس الذي أحبني[2]
- (2004) هلبوي[3]

## وصلات خارجية
- بوب شيرمان على موقع IMDb (الإنجليزية)
- بوب شيرمان على موقع ألو سيني (الفرنسية)
- بوب شيرمان على موقع ميوزك برينز (الإنجليزية)
- بوب شيرمان على موقع أول موفي (الإنجليزية)
- بوب شيرمان على موقع قاعدة بيانات الأفلام السويدية (السويدية)
- بوب شيرمان على موقع قاعدة بيانات الفيلم (الإنجليزية)
- بوب شيرمان على موقع كينوبويسك (الروسية)